# Per Mathias Jespersen
Per Mathias Jespersen (Skien, Telemark, 29 de març de 1888 – Oslo, 13 de juliol de 1964) va ser un gimnasta noruec que va competir a cavall del segle xix i el segle XX i disputà dues edicions dels Jocs Olímpics.
El 1906 va prendre part en els Jocs Intercalats d'Atenes, en què guanyà la medalla d'or en la prova per equips del programa de gimnàstica. Dos anys després, als Jocs de Londres tornà a disputar la prova per equips i guanyà la medalla de plata. També disputà la prova individual, però es desconeix la posició final.